# Rugby Club La Valette Le Revest La Garde Le Pradet (féminines)
Ne doit pas être confondu avec Rugby Club La Valette Le Revest La Garde Le Pradet (masculine).
Le Rugby Club La Valette Le Revest La Garde Le Pradet est un club français de rugby à XV dont la section féminine est créée en 2000. Il intègre en 2022 une nouvelle structure féminine, le Rugby club Toulon Provence Méditerranée.
Basé à La Valette-du-Var, il représente également Le Revest-les-Eaux depuis 2000, ainsi que La Garde et Le Pradet depuis 2016.

## Historique
La première équipe de la ville de La Valette-du-Var remonte à la saison 1948-1949. Face à des difficultés sportives, cette dernière équipe s'associe avec l'autre club de la ville, l'Union athlétique valettoise pour créer une nouvelle entité. Elle adopte alors le vert et le noir en tant que couleurs. En 2000, la ville du Revest-les-Eaux s'associe au projet de développement du Rugby Club valettois, le club est dorénavant connu en tant que Rugby Club valettois revestois ; cette saison voit également la création de la section féminine.
Elle remporte la finale du championnat Élite 2 Armelle Auclair à l'issue de la saison 2012-2013 ; elle accède ainsi à la première division nationale la saison suivante.
En 2016, le Rugby Club valettois revestois fusionne par absorption avec le Rugby Club Canton Garde Pradet afin de créer une école de rugby mutualisée sur le territoire des quatre villes : le club est alors connu en tant que Rugby Club La Valette Le Revest La Garde Le Pradet,,,.
En 2020, l'équipe est première au classement après l'arrêt de la saion à cause de la pandémie de Covid-19 en France. Bien qu'aucun club féminin ne soit promu ou relégué sportivement, le RCVRGP accède à l'Élite 1 après la relégation de l'Ovalie caennaise à sa demande.
Le club prend part en 2022 à une nouvelle structure, le Rugby club Toulon Provence Méditerranée, qui prend sa place en Élite 2 pour la saison 2022-2023,,,.

## Identité visuelle

### Couleurs et maillots
Les couleurs du Rugby Club valettois sont le vert et le noir depuis 1965, date de la fusion avec l'Union athlétique valettoise.

### Logo

Évolution du logo
Ancien logo du RCVR.
Logo du RCVRGP instauré en 2016.

## Palmarès
- Championnat de France féminin de 2e division :
  - Vainqueur : 2013.